# Kostel svaté Máří Magdaleny (Osoblaha)
Kostel Máří Magdaleny v Osoblaze v okrese Bruntál v Moravskoslezském kraji byl gotický kostel, postavený ve 3. čtvrtině 13. století. Po 2. světové válce zůstal bez klenby a nakonec byl v roce 1962 jeho zbytek odstřelen.

## Historie a popis
Kostel pocházel ze 3. čtvrtiny 13. století, renesanční věž kostela pocházela z počátku 17. století. Kostel měl pozoruhodný portál se zdobeným souvislým vlysem naturalisticky provedených listů.
U kostela byl hřbitov, kde bylo pohřbíváno pravděpodobně už ve 14. století. 
Za 2. světové války bylo někdejší město téměř zničeno. Následoval odsun německých obyvatel a neúplné dosídlení obce, a v rámci odstraňování trosek byly často zbořeny i domy, které by jinak byly opravitelné. Děkanský kostel sv. Máří Magdaleny zůstal po válce bez klenby s částečně zříceným obvodovým zdivem. Zachovaná zůstala i polygonálně zakončená věž s portálem, který byl začleněn mezi 47 památek první kategorie jako jediná zachovalá a výtvarně hodnotná součást raně gotických kostelů v bývalém Ostravském kraji. V roce 1962 byly bez vědomí orgánů památkové péče trosky městského kostela odstřeleny.